# Ga Lệ Trạch
Ga Lệ Trạch là một nhà ga xe lửa tại xã Hoà Châu, huyện Hòa Vang, thành phố Đà Nẵng. Nhà ga là một điểm trên tuyến đường sắt Bắc Nam tiếp nối sau ga Thanh Khê và trước ga Nông Sơn (tỉnh Quảng Nam). Lý trình ga: Km 804 + 110.